# Minghi
Minghi è il secondo album del cantautore Amedeo Minghi, pubblicato nel 1980 dalla CBS. Da esso venne estratto il singolo di copertina Sicuramente tu/Ti volevo cantare.

## Descrizione
Dopo il successo della prima incisione per la CBS, il 45 giri Di più (che aveva riportato Minghi in classifica a tre anni da L'immenso), il cantautore ottiene dall'etichetta l'opportunità di incidere un album, a sette anni di distanza dal precedente.
L'album, prodotto da Gianfranco Rossi, si avvale per i testi della collaborazione di Edoardo De Angelis (collaboratore storico di Minghi) per una canzone e di Adelio Cogliati per altre tre, mentre le rimanenti liriche e tutte le musiche sono firmate da Minghi.
Tra le canzoni dell'album è da ricordare Sicuramente tu (pubblicata anche su 45 giri) e Annesa, dedicata alla prima figlia del cantautore (che si chiama con questo nome). Nell'album è inclusa Di più, nella stessa versione del 45 giri, a differenza del retro del singolo, Prima che sia rumore non è stato inserito in un LP.
I musicisti che partecipano al disco non sono citati in copertina. Gli arrangiamenti vengono curati dal maestro Renato Serio (che dirige l'orchestra d'archi), tranne che per il brano Ti volevo cantare, arrangiato da Romano Musumarra; il tecnico del suono è Franco Finetti, tranne che per Ti volevo cantare (tecnico del suono: Luciano Torani).
L'album non ottiene molto successo, diventando presto una rarità, a causa anche dell'insufficiente promozione da parte della CBS, cosa che porta al deterioramento dei rapporti con il cantautore che, di lì a poco, passerà alla It.
Il lavoro verrà ristampato su CD nel 1990, nella stessa etichetta CBS (mantenendo la grafica originale con lo stesso titolo Minghi, numero di catalogo: CBS 466420) nuovamente è disponibile nella ristampa serie Musica più con il titolo Amedeo Minghi, nel 1997.

## Tracce
Testi e musiche di Amedeo Minghi, eccetto dove indicato.
Lato A
1. Ti volevo cantare – 4:35
2. Troppo poco – 4:39 (testo: Amedeo Minghi, Edoardo De Angelis)
3. Di più – 4:14 (testo: Amedeo Minghi, Adelio Cogliati)
4. Ancora no – 4:58 (testo: Amedeo Minghi, Adelio Cogliati)
5. Annesa (ad una bimba, la mia) – 2:52

Lato B
1. Sicuramente tu – 4:11 (testo: Amedeo Minghi, Adelio Cogliati)
2. Dicembre (a un padre, il mio) – 3:55
3. La foresta – 4:00
4. Musica – 5:52